# Замок Авгер

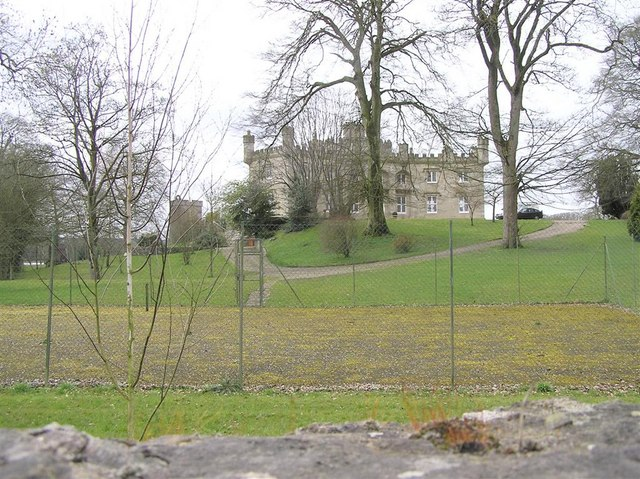
Замок Авгер.

Замок Авгер (англ. Augher Castle, ірл. Caisleán an Eochair) — кашлєн ан Еохайр — замок Еохайра — один із замків Ірландії, розташований в графстві Тірон в селищі Еохайр.

## Історія замку Авгер
На місці замку Авгер колись стояла давня ірландська фортеця — твердиня королівства Тір Еогайн. Під час Дев'ятирічної війни в Ірландії у цій місцевості точилися важкі бої — англійська армія на чолі з лордом Маунтджоєм — лорд-депутатом Ірландії вела бої з ірландською армією королівства Тір Еогайн. Ірландська армія була розбита, Ольстер був завойований Англією, почалась колонізація цих земель англійськими та шотландськими колоністами. Землі, де нині стоїть замок Авгер були даровані серу Томасу Ріджвею, що був під час Дев'ятирічної війни в Ірландії скарбником англійської армії. Ірландці прозвали Томаса Ріджвея прізвиськом Трунар (англ. Undertaker). За розбудову міста і побудову замку сер Томас Ріджвей отримав нагороду від короля Англії, Шотландії та Ірландії Якоба I.
Замок Авгер є королівським замком, побудованим під час колонізації Ірландії Англією в XVII столітті. Замок є типовим для тої доби, побудований у стилі будинок-вежа. Замок Авгер збудував в 1615 році лорд Ріджвей на місці старої ірландської фортеці. У 1630 році замок отримав у володіння сер Джеймс Ерскін. Під час повстання за незалежність Ірландії в 1641 році навколо замку точились бої — замок утримував англійський гарнізон і повстанці не змогли здобути замок. У результаті боїв замок вцілів, але всі навколишні будівлі згоріли й були зруйновані.
Після смерті сера Джеймса Ерскіна замок і маєток Авгер перейшли у власність аристократичної родини Річардсон, що володіла замком аж до ХІХ століття включно.
Біля замку точились бої під час якобінських війн в Ірландії, коли скинутий король Англії, Шотландії та Ірландії Якоб II намагався повернути собі владу, спираючись на ірландських католиків. Під час цих війн замок був вщент спалено і зруйновано в 1689 році. Бої в цих місцях ввійшли в історію як Облога Деррі. Замок певен час стояв в руїнах, але потім був відновлено, перебудовано і розширено в 1832 році. Замок було перетворено у розкішний комфортабельний особняк. Замок перебудував сер Дж. М. Річардсон Банбері Барт. Замок висотою в три поверхи. Вхід в замок знаходиться на східній стіні, вище від входу є навісна стрільниця. Замок було оточено муром заввишки в 12 футів з чотирма круглими баштами. Пізніше мур було знесено, але одна з круглих башт збереглася. Замок має історичну та естетичну цінність — розташований в мальовничій місцевості. Вдало доповнює пейзаж, навколо ліс, поруч мальовниче озеро.
Поруч біля замку є пагорб Кнокмані — давній курган, знаменита гробниця королеви Аніа, що правила в цих місцях понад 2000 років тому. Крім цього, неподалік від замку є мегалітичні споруди бронзової доби. Крім того, біля замку є місцевість, що називають Престол Святого Патріка та місцина під назвою Алтадавін, про яку говорять, що вона має містичну силу.